# M29 kasetna bomba
M29 kasetna bomba je teška 230 kg (510 lb) koju su koristile vazduhoplovne snage Sjedinjenih Država tokom Drugog svetskog rata protiv trupa, neoklopnih vozila i artiljerije.  Kontejner je sadržao devedeset fragmentacione podmunicije M83 koje su bile teške 1,8 kg (4,0 lb) – to je direktna kopija ranije nemačke leptir bombe – smeštenih u 9 „vafera“ od po deset bombi.   M28 je bio ekvivalent od 45 kg (99 lb) M29 sa 24 bombe.

## Opis
M29 kasetna bomba ima mehanički vremenski upaljač koji je mogao da se podesi da otvori klaster u unapred izabranom vremenu između 5 i 92 sekunde tako što će aktivirati eksploziju nakon tog unapred zadanog vremena. Strane i krajevi kućišta su se otvarali i time omogućavajući da bombice ispadnu. Strane kućišta su bile u obliku čaše da bi se sprečile padanje bombe. U priručniku se upozorava da se „upotreba upaljača M131 ne preporučuje u oblastima za koje se očekuje da budu okupirane od strane prijateljskih snaga jer predstavljaju potencijalnu opasnost od mina“. 
Ovu kasetnu bombu su nosili lovci i srednji bombarderi. M29 se otpušta sa aviona sa visine između 600—900 m (2.000—3.000 ft). Nakon otpuštanja, spoljna zaptivka se odvojila da bi raspršila 90 fragmentacionih bombica od 1,8 kg (4,0 lb) na relativno širokom području.

## Korišćenje M29 kasetne bombe u konfliktima
1941-1945: U Drugom svetskom ratu ove kasetne bombe M29 su korišćene tokom celog trajanja rata.
1950-1953: Na korejskom poluostrvu izbio je rat između Severne i Južne Koreje. U tom ratu Južnoj Koreji je pomoć pružala prevashodno Amerika kao i 21 zemlja Ujedinjenih nacija. Američka vojska je u tom ratu koristila kontejnere kasetne bombe tipa M28 i M29, a u kontejneru su smeštene bombice tipa M-83 koja je verna kopija Nemačke bombe SD 1 i SD 2 koje su korišćene u Drugom svetskom ratu.
1964-1975: U Kambodži, Laosu, Vijetnamu i Tajlandu američke snage su upotrebile ogromnu količinu kasetne municije, gde je u početku vijetnamskog rata došlo do korišćenja ovih kasetnih bombi.

## Spoljašnje veze
- UXO 101 - Deploying M83 Submunitions in M28 and M29 Cluster Bomb Units